# 578 (tal)
578 är det naturliga heltal som följer 577 och följs av 579.

## Matematiska egenskaper
- 578 är ett jämnt tal.
- 578 är ett sammansatt tal.
- 578 är ett defekt tal.
- 578 är ett palindromtal i det Hexadecimala talsystemet.

## Inom vetenskapen
- 578 Happelia, en asteroid.